# Tedhakatti
Tedhakatti (nep. टेढाकट्टी) – gaun wikas samiti w środkowej części Nepalu w strefie Narajani w dystrykcie Bara. Według nepalskiego spisu powszechnego z 2001 roku liczył on 604 gospodarstw domowych i 3808 mieszkańców (1856 kobiet i 1952 mężczyzn).